# 秀吉の活
『秀吉の活』（ひでよしのかつ）は、木下昌輝作の歴史小説。新聞小説であり、2016年頃から2017年頃にかけて全国の複数の新聞で連載されたものに書き下ろしを加筆、修正して2017年11月に幻冬舎より単行本が出版された。

## 概要
豊臣秀吉を主人公に、「就活」「婚活」などの様々な「活」を通して、何の取り柄もない凡庸な「藤吉郎」が天下人へと駆け上がって行く様を描いている。

## あらすじ
父・弥右衛門より、人生は「生きる（いきる）」ではなく「活きる（いきる）」でなければならないと、日吉と呼ばれた幼い頃より言い聞かせられた藤吉郎は、様々な失敗にも挫けず、織田信長への仕官を目指す「就活」、木下家の娘、寧々を娶るための「婚活」をはじめとする様々な「活」を実践する事によって「活（い）きた人生」を歩もうと足掻き続ける。
やがて天下人となった藤吉郎こと「秀吉」は、自身の死期が迫っていることを実感し、豊臣の天下を守るために色々な策を講じるが、そんな彼の前に、志半ばで倒れたかつての主君信長が現れる...。

## 出版
- 『秀吉の活』（幻冬舎 ISBN 978-4-344-03211-8）